# George Hutson
George Hutson (* 22. Dezember 1889 in Lewes, East Sussex; † 14. September 1914 in Frankreich) war ein britischer Leichtathlet, der in den Jahren vor dem Ersten Weltkrieg als Langstreckenläufer erfolgreich war. Er gewann zwei olympische Bronzemedaillen.
Er startete für den Surrey AC.
Er wurde nur 24 Jahre alt. Im Jahr 1914 nahm er als Angehöriger des Royal Sussex Regiments an der Schlacht an der Marne teil und kehrte am 14. September von einem Einsatz nicht zurück. Sein Name befindet sich zusammen mit rund 3800 weiteren Namen britischer Soldaten, deren Gräber nicht bekannt sind, auf dem Gedenkstein in La Ferté-sous-Jouarre.

## Karriere
George Hutson gewann 4 britische Meisterschaften:
- 1 Meile:  1914 (4:22,0 min)
- 4 Meilen: 1912 (20:10,8 min), 1913 (19:32,0 min) und 1914 (19:41,4 min)

Darüber hinaus nahm er mit Medaillenerfolg an den Olympischen Spielen 1912 in Stockholm teil.
- Über 5000 Meter qualifizierte er sich als Dritter seines Vorlaufs in 15:29,0 min für das Finale, wo er erstmals auf seine schärfsten Konkurrenten traf – den Finnen Hannes Kolehmainen und den Franzosen Jean Bouin. Hutson hatte keine Chance, in den Kampf um die Goldmedaille einzugreifen, den Kolehmainen in der neuen Weltrekordzeit von 14:36,6 min knapp vor Bouin für sich entschied, konnte jedoch mit 15:07,6 min seine Vorlaufleistung erheblich verbessern und sich Platz 3 vor den beiden US-Amerikanern George Bonhag und Tell Berna sichern.
- Eine weitere Bronzemedaille gewann er im Mannschaftslauf über 3000 Meter (einer nur 1912, 1920 und 1924 zum olympischen Programm gehörenden Disziplin) zusammen mit William Cotrill und Cyril Porter. Da die britischen Läufer im Vorkampf, wo die insgesamt fünf beteiligten Teams jeweils zu zweit gegeneinander antreten mussten, ohne Gegner geblieben waren, erreichten sie kampflos das Finale und wurden dort Dritte und Letzte (es siegten die USA vor Schweden).

## Bestleistungen
- 1 Meile: 4:22,0 min (1914)
- 2 Meilen: 9:26,4 min (1913)
- 3000 Meter: 8:55,8 min (1912)
- 3 Meilen: 14:32,8 min (1913)
- 5000 Meter: 15:07,6 min (1912)
- 4 Meilen: 19:32,0 min (1913)

## Weblink
- George Hutson in der Datenbank von Olympedia.org (englisch)

| Personendaten    | Personendaten           |
| ---------------- | ----------------------- |
| NAME             | Hutson, George          |
| KURZBESCHREIBUNG | britischer Leichtathlet |
| GEBURTSDATUM     | 22. Dezember 1889       |
| GEBURTSORT       | Lewes, East Sussex      |
| STERBEDATUM      | 14. September 1914      |
| STERBEORT        | Frankreich              |